# غارودا إندونيسيا الرحلة 708
غارودا إندونيسيا الرحلة 708 هي رحلة ركاب مجدولة في 16 فبراير 1967 حيث تحطمت طائرة لوكهيد إل-188 اليكترا أثناء تشغيل الجزء الأخير من الرحلة من ماكاسار إلى مانادو عند الهبوط في مطار سام راتولانجي ‏ مانادو شمال سولاويزي في إندونيسيا، مما أسفر عن مقتل 22 من أصل 84 راكبًا وثمانية من أفراد الطاقم على متنها. نجا جميع أفراد الطاقم الثمانية.

## الطائرة
كانت طائرة الحادث عبارة عن طائرة ركاب من طراز لوكهيد إل-188 اليكترا تحمل الرقم التسلسلي للشركة المصنعة 2021، رقم السطر 169، تسجيل PK-GLB. استلمت شركة الطيران الطائرة في يناير 1961.
أجرت الطائرة فحصها الأخير في 13 نوفمبر 1966 وتحصلت على شهادة صلاحية للطيران سارية المفعول حتى 23 يونيو 1967. في وقت وقوع الحادث، كانت الطائرة قد جمعت 12359 ساعة طيران.

## الرحلة والتحطم
غادرت الرحلة 708 جاكرتا في رحلة إلى مانادو عبر سورابايا وماكاسار. في المحطة الثانية من الرحلة أجبرت الأحوال الجوية السيئة في ماكاسار الطاقم على العودة إلى سورابايا. استمرت الرحلة في اليوم التالي إلى ماكاسار ثم إلى مانادو. كان الطقس في مانادو قاعدة سحابة في 900 قدم وأفق الرؤية على مسافة 2 كم. اتبعت طريقة للوصول إلى المدرج 18، ولكن بعد اجتياز تلة على ارتفاع 200 قدم فوق ارتفاع المدرج بارتفاع 2720 قدمًا أقل من العتبة، أدرك الطيار أنه كان مرتفعًا للغاية وغادر خط الوسط. أُنزلت مقدمة الطائرة وانحرفت الطائرة لليمين لاعتراض مسار الانزلاق. انخفضت السرعة إلى ما دون عتبة السرعة المستهدفة البالغة 125 عقدة، وهبطت الطائرة، التي كانت لا تزال مائلة إلى اليمين، بشدة على مسافة 156 قدمًا من عتبة المدرج. انهار الهيكل السفلي وانزلقت الطائرة واشتعلت فيها النيران.

## الطاقم
كانت الرحلة مكونة من أربعة أفراد من طاقم الطائرة وأربعة من طاقم قمرة القيادة يتألف من قبطان وضابط أول ومهندس طيران ومشغل لاسلكي.
- كان القبطان البالغ من العمر 36 عامًا يحمل رخصة طيار النقل الجوي  [لغات أخرى]‏ مع تصنيف نوع للطيران لوكهيد إل-188سي اليكترا. لقد تراكمت لديه 8054 ساعة طيران، بما في ذلك 718 ساعة على متن اليكترا. في 90 يومًا قبل الحادث، طار لمدة 205 ساعة ، بما في ذلك 150 ساعة على متن إلكترا. أجرى فحص الكفاءة للطيران من النوع في 26 نوفمبر 1966 واجتاز فحصًا صحيًا في 1 ديسمبر 1966. بالإضافة إلى ذلك، كان الطيار الوحيد على متن الرحلة الذي لديه خبرة في هبوط إلكترا في مانادو.
- كان الضابط الأول البالغ من العمر 36 عامًا يحمل أيضًا رخصة طيار نقل جوي مع تصنيف نوع للطيران لوكهيد إل-188سي اليكترا. كان قد جمع 8336 ساعة طيران ، بما في ذلك 505 ساعة على متن اليكترا. اجتاز الفحص الصحي في 3 أكتوبر 1966.
- حصل مهندس الطيران البالغ من العمر 28 عامًا على رخصة مهندس طيران مع تصنيف نوع للطيران على لوكهيد لوكهيد إل-188سي اليكترا و كونفير سي في-440/340. اجتاز الفحص الطبي بتاريخ 25 يوليو 1966.
- كان مشغل الراديو البالغ من العمر 36 عامًا يحمل رخصة هاتف لاسلكي صادرة في 22 نوفمبر 1960. اجتاز الفحص الصحي في 25 يوليو 1966.

## السبب المحتمل
حُدد السبب المحتمل للحادث على أنه أسلوب هبوط غير ملائم ينتج عنه معدل غرق مفرط عند الهبوط. من بين العوامل المساهمة كان الرصيف غير المستوي للمدرج والطقس الهامشي وقت الهبوط.